# Kamuła
Kamuła (471 m n.p.m.) – najwyższy szczyt Gołogór, jednocześnie najwyższy punkt Wyżyny Podolskiej. 
Znajduje się niedaleko wsi Romanów w rejonie przemyślańskim obwodu lwowskiego. Jest to ostaniec, wyższy 20–30 m od otaczającego go terenu, pokryty lasem bukowym.